# 奥塔莱萨区
奥塔莱萨（西班牙語：Hortaleza）是西班牙首都馬德里的21個区之一。據2005年統計，奥塔莱萨区有人口153,939人。奥塔莱萨区是馬德里人口結構最為年輕的區之一。奥塔莱萨區下分為6個分区。